# Manutschehr (Schāhnāme)

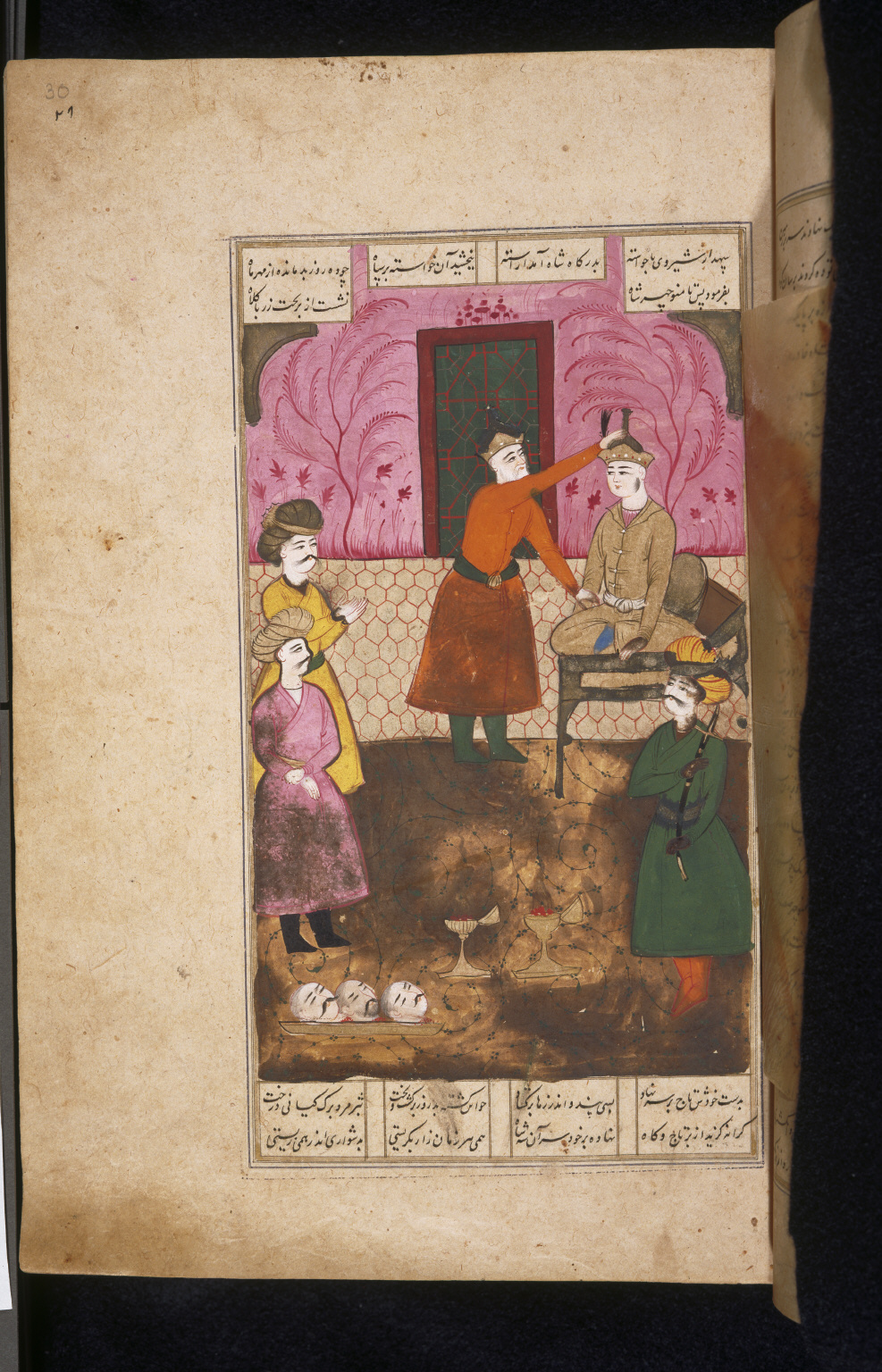
Altes persisches Manuskript, das Manutschehr bei der Inthronisation zeigt

Manutschehr, auch Manutscher (persisch منوچهر, DMG Manūčehr, älter persisch Manōčihr), ist eine Gestalt der persischen  Mythologie. Er ist der erste König des heroischen Zeitalters und wird im siebten Buch des Schāhnāme, dem „Königsbuch“ des  persischen Dichters Firdausi (940/41–1020)  beschrieben. Die avestische Urform ist Manuščiθra. Rückert transliterierte Minotschihr.

## Manutschehr im Schahname – Sage VII
Manutschehr (bei Rückert Minotschihr) ist der Sohn von Iradsch und Enkel von Schah Fereydun. Fereydun hatte sein Reich unter seinen drei Söhnen Iradsch, Tur und Selm aufgeteilt. Selm und Tur waren jedoch unzufrieden darüber, dass der jüngste der Brüder das Herzstück des Reiches, Iran, erben sollte. Nach einem Streit mit Iradsch brachten die Brüder ihn um. Daraufhin bestimmte Fereydun Manutschehr zu seinem Nachfolger. Die Thronfolge von Manutschehr wird von den zwei Brüdern Iradschs Tur und Selm angefochten. Doch es gelingt Manutschehr, die beiden Brüder seines Vaters zu töten und sich als Nachfolger Fereyduns und Herrscher über Iran auf dem Thron zu behaupten.
Sage VII, die der Regentschaft von Manutschehr gewidmet ist, zählt mit mehr als 100 Seiten zu den großen Sagen des Schahname. Sie beginnt mit der Erzählung von Zāls Geburt, dem Sohn von Sām, einem iranischen Fürsten und (als Feldherr) Pehlewan unter Manutschehrs Befehl. Später berichtet Ferdosi dann von der Geburt und dem Heranwachsen Rostams, dem Sohn Zals und Rudabehs, der zum iranischen Nationalhelden wird. Am Ende der Sage bestimmt Manutschehr seinen Sohn Nowzar zu seinem Nachfolger auf dem Thron. Er gibt seinem Sohn den Rat, in Notlagen die Hilfe von Sam, Zal und Rostam zu suchen.

In Sage VII stellt Ferdosi nicht mehr den Schah in den Mittelpunkt seiner Erzählung, sondern die Helden Irans, die mit Rostam endgültig eine herausragende Stellung zugewiesen bekommen. Schah Manutschehr lässt er am Ende seines Lebens im Angesicht seines Todes sagen: 

„Dieser Schahthron ist Schaum und Wind,
Daran auf ewig dein Herz nicht bind!
Ich bracht' es zu hundert und zwanzig Jahren,
Die voll Arbeit und Mühe waren.
...
Die Welt macht ich rein von Ungemach,
Viel Städte baut' ich hundertfach.
Nun ist's, als hätt' ich die Welt nie gesehn,
Und was ich getan ist wie ungeschehn;
Ein Baum von Früchten und Blättern herbe;
Es lohnt nicht zu leben, daß man sterbe.“